# Jesús Martínez Jayo
Jesús Martínez Jayo (Madrid, 4 dicembre 1942) è un ex calciatore e allenatore di calcio spagnolo, di ruolo difensore.

## Carriera
Con l'Atlético Madrid ha vinto tre campionati (1965-1966, 1969-1970, 1972-1973) e due Coppe di Spagna (1964-1965, 1971-1972).

## Palmarès

### Giocatore

#### Competizioni nazionali
- Campionato spagnolo: 3

Atlético Madrid: 1965-1966, 1969-1970, 1972-1973
- Coppa di Spagna: 2

Atlético Madrid: 1964-1965, 1971-1972